# Valerie van Roon
Valerie van Roon, née le 13 août 1998 à Delft, est une nageuse hollandaise spécialiste des épreuves en crawl.

## Biographie
Valerie van Roon gagne trois titres européens en nage libre en petit bassin et trois médailles d'argent en competition mondiale.
Elle remporte la médaille de bronze sur le 50 metres nage libre aux championnats d'Europe de natation de 2022 et deux autres médailles de bronze dans les épreuves du 4 × 100 m nage libre féminin et mixte.
Aux Championnats d'Europe de natation en petit bassin de 2017, elle prend part à l’épreuve du relais 4×50 m nage libre avec Ranomi Kromowidjojo, Femke Heemskerk et Tamara van Vliet et elles gagnent la médaille d'or en battant le record du monde de la discipline avec un temps de 1:33.91.